# カプリアーナ
カプリアーナ（イタリア語: Capriana）は、イタリア共和国トレンティーノ＝アルト・アディジェ州トレント自治県にある、人口約600人の基礎自治体（コムーネ）。

## 地理

### 位置・広がり
トレント自治県北東部、ヴァル・ディ・フィエンメに位置するコムーネ。ヴァル・ディ・フィエンメの中心地であるカヴァレーゼから西南西へ10km、ボルツァーノから南へ26km、県都トレントから北東へ27kmの距離にある。

#### 隣接コムーネ
隣接するコムーネは以下の通り。括弧内のBZはボルツァーノ自治県所属を示す。
- アルタヴァッレ (グラウノ)
- アンテリーヴォ (BZ)
- カステッロ＝モリーナ・ディ・フィエンメ
- モンターニャ・スッラ・ストラーダ・デル・ヴィーノ (BZ)
- サロルノ・スッラ・ストラーダ・デル・ヴィーノ (BZ)
- ソヴェール
- トローデナ・ネル・パルコ・ナトゥラーレ (BZ)
- ヴァルフロリアーナ

## 行政

### Comunità di valle
トレント自治県が設置した広域行政組織 Comunità di valle 「ヴァル・ディ・フィエンメ」 (it:Comunità territoriale della Val di Fiemme)  （事務所所在地: カヴァレーゼ）に属する。